# Plasminogen-Aktivator-Inhibitor
Als Plasminogen-Aktivator-Inhibitoren (oder Plasminogenaktivatorinhibitoren, PAI) bezeichnet man Proteine im Blut, die an der Blutgerinnung beteiligt sind. Sie wirken als Hemmstoff (Inhibitor) der körpereigenen Auflösung eines Blutgerinnsels (Fibrinolyse). Man unterscheidet derzeit vier Typen von Plasminogen-Aktivator-Inhibitoren, wobei dem Typ 1 die Hauptbedeutung zukommt.
Der Plasminogenaktivatorinhibitor Typ 1 (PAI-1) ist der wichtigste Inhibitor des gewebespezifischen Plasminogenaktivators (engl. tissue plasminogen activator, t-PA) und der Urokinase, die beide das inaktive Plasminogen zu Plasmin umwandeln. Die Aufgabe von Plasmin ist es, die Fibrinpolymere, die als Gerinnungsprodukte die Blutung stillen, wiederum zu Fibrin und Fibrinogen abzubauen. Plasmin ist damit ein Gegenspieler des Thrombins, das die schnelle Blutstillung durch Bildung eines Thrombus bewirkt. PAI-1 zählt zu den Serpinen. Ein durch Mutation am SERPINE1-Gen hervorgerufener (seltener) erblicher PAI-1-Mangel ist dokumentiert.
Plasminogenaktivatorinhibitor Typ 1 wird von Endothelzellen, Megakaryozyten sowie in Adipozyten des Viszeralfettes, abhängig von seinem Füllungszustand, synthetisiert. 80 % der PAI-1-Aktivität des Blutes liegen in den Thrombozyten vor.
Beim primären Wundverschluss eines Gefäßwanddefektes sezernieren die aktivierten Thrombozyten PAI-1 und verhindern dadurch eine vorzeitige Lyse des Fibrins im Wundgebiet.
Bei Adipositas mit Vermehrung des Viszeralfettes und Vorliegen eines Diabetes mellitus Typ 2 oder eines metabolischen Syndroms kommt es zu einer Zunahme des Sezernierens von PAI-1 und damit zur Zunahme der Gefahr einer peripheren Gerinnselbildung mit der Möglichkeit einer Embolie sowie eines Herz- oder Hirninfarktes.
Aleplasinin ist ein selektiver Inhibitor der PAI-1.